# Малуа (язык)
Малуа, или малуа-бей — австронезийский язык, на которым говорят на северо-западе острова Малекула (Вануату) в Меланезии; находится под угрозой исчезновения, так как всё больше людей, владеющих этим языком, переходит на язык бислама.
Язык делится на два диалекта, одним из главных различий которых является произношение слов с разными гласными: например, [van] — [ven] «идти». Наиболее близкими к малуа являются другие исчезающие языки острова Малекула, как, например, язык вао.

## Современное положение
Хотя сегодня оба диалекта языка малуа испытывают сильное давление со стороны бислама, он, тем не менее, является важным элементом национального самосознания людей, говорящих на нём, поэтому родители обучают языку детей. С новой языковой политикой (англ. National Language Policy) у языка малуа появилась возможность на получение поддержки со стороны правительства — в том числе на то, что язык будет обязателен для изучения детьми на ступени начального образования. Сегодня для этого имеются необходимые ресурсы: существуют орфография и словарь; однако, несмотря на это, существуют некоторые не до конца решённые вопросы: достаточно ли два имеющихся диалекта близки к друг другу, чтобы эти материалы были одинаково подходящими для их изучения — если же нет, то какой из двух диалектов будет наиболее важным для изучения и как сделать этот выбор и т. п.